# Anomis ochreifusa
Anomis ochreifusa är en fjärilsart som beskrevs av Swinhoe 1906. Anomis ochreifusa ingår i släktet Anomis och familjen nattflyn. Inga underarter finns listade i Catalogue of Life.